# Superliga rosyjska w piłce siatkowej mężczyzn
Superliga (ros. Суперлига) – najwyższa klasa siatkarskich rozgrywek ligowych mężczyzn w Rosji. Po raz pierwszy odbyły się w 1938 roku, gdzie dwanaście najlepszych drużyn walczyło o Mistrzostwo ZSRR.

## Historia
Siatkarskie rozgrywki ligowe mężczyzn w Rosji utworzone zostały przez Wszechrosyjską Federację Siatkówki, która powstała 28 czerwca 1923 roku w Moskwie.
Pierwsze mecze o Mistrzostwo ZSRR odbyły się w 1933 roku z udziałem dwunastu najlepszych drużyn z: Moskwy, Leningradu, Kijowa, Doniecka, Mińska, Baku, Rostowa nad Donem, Niżnego Nowogrodu, Jekaterynburga, Taszkentu, Tarazu i Charkowa.
W sezonie 1992/1993 po raz pierwszy odbyły się rozgrywki o Mistrzostwo Rosji, z udziałem tylko rosyjskich zespołów. W 2000 roku po raz pierwszy wybrano (MVP) najlepszego zawodnika meczu, a także najlepszego siatkarza, siatkarkę i trenera roku w Rosji.

### Sezon 2006/2007
W tym sezonie rywalizacja w rundzie zasadniczej i w play-offach była niezwykle zacięta. Pierwsze miejsce w fazie zasadniczej sezonu zajęła drużyna obrońcy trofeum – Dynama Moskwa, rewelacją tej części rozgrywek niespodziewanie okazała się drużyna Gazpromu Surgut, w składzie z Polakiem Robertem Pryglem. Najbardziej zaciętymi spotkaniami ćwierćfinałowymi były mecze Iskry Odincowo z Dynamem – Jantar Kaliningrad, drużyną kolejnego Polaka Łukasza Żygadło. Siatkarze z Odincowa potrzebowali czterech meczów, aby pokonać zespół z Królewca.
W półfinale spotkały się ze sobą drużyny Dynama Moskwa i Fakiełu Nowy Uriengoj, a także Dynama Kazań z Iskrą Odincowo. Siatkarze z Moskwy pokonali w czterech meczach zwycięzców Pucharu CEV – zespół Fakiełu. W drugim półfinale Dynamo Kazań potrzebowało aż 5 meczów, aby pokonać drugą po fazie zasadniczej drużynę Iskry Odincowo.
Finał był odzwierciedleniem wysokiego poziomu w tym sezonie w Rosji. Mecze pomiędzy obrońcą tytułu – Dynamem Moskwa a Dynamem Kazań były niezwykle zacięte i do końca nie były wiadomo kto zdobędzie najcenniejszy laur. Jednak więcej sił starczyło siatkarzom z Kazania, którzy po 5 meczach pokonali moskiewski zespół i zostali mistrzem kraju. Najlepszym siatkarzem w Superligi został – Bułgar Matej Kazijski.

### Sezon 2007/2008
Kolejny sezon o mistrzostwo Rosji był niezwykle emocjonujący. W lidze nastąpiło wiele zmian: nowy system punktowania, runda zasadnicza rewanżowa, a przede wszystkim, zaraz po zakończeniu rundy zasadniczej, rozegrano Superfinał, mecze o miejsca 3-4 oraz o miejsca 5-6. Mistrzem kraju zostało Dinamo Moskwa, które pokonało w finale drużynę Iskry Odincowo. Brązowy medal Mistrzostw Rosji zdobyła drużyna Dynama Tat Transgaz Kazań. Do Wyższej Ligi „A” zostały zdegradowane Lokomotiw Izumrud Jekaterynburg i Dynamo-Jantar Kaliningrad. Najlepszym siatkarzem sezonu został Siergiej Tietiuchin, otrzymał nagrodę im. Jurija Sapiegi.

### Sezon 2008/2009
W tym sezonie powrócono do systemu Play-off. Udział wzięło 12 drużyn. Na zakończenie rundy zasadniczej prowadzenie objęła drużyna Fakiełu Nowy Uriengoj. Poza nia w „ósemce” znalazły się: Iskra Odincowo, Dinamo Moskwa, Zenit Kazań, Lokomotiw Biełogorje-Biełgorod, Ural Ufa, Lokomotiw Nowosybirsk i ZSK Gazprom/Jugra Surgut. W półfinałach znaleźli się: Fakieł Nowy Uriengoj i Zenit Kazań oraz Dinamo Moskwa i Iskra Odincowo. Drużyna z Kazania potrzebowała 4 meczów, aby pokonać i awansować do finału. Natomiast Iskra pokonała Dinamo Moskwa w pięciu meczach. Brązowe medale mistrzostw Rosji zdobyli siatkarze Fakiełu, pokonali moskiewskie Dynamo w 3 meczach. Finał ligi również rozstrzygnął się w 3 meczach. Zenit Kazań został mistrzem Rosji. Z Superligi do Wyższej Ligi „A” spadły Metaloinwest Stary Oskoł i NOWA Nowokujbyszewsk. MVP sezonu wybrano Amerykanina Lloya Balla.

### Sezon 2009/2010
W tym sezonie wzięło udział 12 drużyn. Do rozgrywek play-off z pierwszego miejsca przystąpiła drużyna Zenitu Kazań przed Lokomotiwem Biełogorje-Biełgorod i Lokomotiwem Nowosybirsk. Do najlepszej „ósemki” awansowały również: Fakieł Nowy Uriengoj, Dinamo Moskwa, Iskra Odincowo, ZSK Gazprom/Jugra Surgut oraz Jarosławicz Jarosław. Swoje ćwierćfinały wygrały: Zenit Kazań, Dinamo Moskwa, Lokomotiw Biełogorje-Biełgorod i Lokomotiw Nowosybirsk. W finale znalazły się: Zenit Kazan, który pokonał drużynę z Moskwy oraz Lokomotiw Biełogorje-Biełgorod, ten natomiast zwyciężył Lokomotiw Nowosybirsk.
Mistrzem Rosji została drużyna z Kazania, pokonując w czterech meczach finałowych Biełgorod. Z kolei 3. miejsce przypadło moskiewskiemu Dynamo. O miejsca 9-12 walczyły: Ural Ufa, Tiumeń, Dynamo Kaliningrad, Lokomotiw Izumrud Jekaterynburg.
Drużyny rozegrały 4 turnieje. W Superlidze utrzymały się Ural Ufa i Dynamo Kaliningrad. Natomiast Lokomotiw Izumrud Jekaterynburg i Tiumeń zostały zdegradowane do Wyższej Ligi A.
Najlepszym zawodnikiem sezonu wybrano Tarsa Chtieja, który wyprzedził m.in. Williama Priddiego i Siergieja Tietiuchina.

### Sezon 2012/2013
W tym sezonie udział wzięło 16 drużyn podzielonych na dwie grupy: niebieską i czerwoną. Do 1/8 finału awansowały drużyny, które w swoich grupach zajęły miejsca od 3 do 6. Dwie najlepsze drużyny z każdej grupy miały zapewnione miejsce w ćwierćfinale. Zwycięzcy ćwierćfinałów zagrali w półfinałach: Zenit Kazań, Biełogorje Biełgorod, Ural Ufa oraz Gubiernija Niżny Nowogród. Brązowy medal mistrzostw Rosji zdobył Zenit Kazań, który w dwóch meczach pokonał Gubierniję Niżny Nowogród. Mistrzem Rosji została drużyna z Biełgorodu, pokonując Ural Ufa w 3 meczach. Po sezonie nagrodę im. A. Kuzniecowa otrzymał Dmitrij Muserski z Biełogorje Biełgorod.

## System rozgrywek
Rozgrywki toczą się systemem ligowym wraz z play offami o tytuł Mistrza kraju. W rundzie zasadniczej walczy dwanaście drużyn. Do play-offów kwalifikuje się osiem drużyn, które zdobyły najwięcej punktów w całej rundzie zasadniczej. Mecze w play-offach rozgrywane są do 3 zwycięstw. Drużyny, które wygrały 3 spotkania walczą o miejsca 1-4, a pozostałe o miejsca 5-8. W Rosji nie rozgrywa się meczów o 7 miejsce, a o kolejności decydują miejsca w tabeli po sezonie zasadniczym.
Cztery zespoły z dolnej części tabeli, które przez cała rundę zasadniczą zgromadziły najmniej punktów, walczą o utrzymanie w lidze. Zespoły te wówczas uczestniczą w play outach, rozgrywając cztery turnieje pomiędzy sobą. Dwie drużyny, które kolejno po grze w play-outach zajmują ostatnie i przedostatnie miejsce, zostają zdegradowane do Wyższej Ligi „A” (ros. Высшая лига „А”). Do Superligi bezpośrednio awansuje pierwsza drużyna z Wyższej Ligi „A”.
Od sezonu 2007/2008 w Superlidze będą odbywały się dwie rundy spotkań fazy zasadniczej: jesienna i wiosenna, a także obowiązuje nowy system punktowania:
- za zwycięstwo 3:0 lub 3:1 – 3 pkt
- za zwycięstwo 3:2 – 2 pkt
- za porażkę 3:2 – 1 pkt

Ze względu na napięty terminarz w sezonie 2007/2008, po zakończeniu rundy zasadniczej zostały rozegrane mecze:
- o 5-6 miejsce
- o 3-4 miejsce
- o 1-2 miejsce – Superfinał
- drużyny, które zajęły 2 ostatnie miejsca w rundzie zasadniczej spadają do Wyższej Ligi „A”
- o pozostałych miejscach decyduje kolejność w tabeli po rozegraniu rundy zasadniczej

## Medaliści Superligi
| Sezon     | Mistrz                         | Wicemistrz                     | III miejsce                    |
| --------- | ------------------------------ | ------------------------------ | ------------------------------ |
| 1992      | Awtomobilist Petersburg        | MGTU Moskwa                    | Dinamo Moskwa                  |
| 1992/1993 | Awtomobilist Petersburg        | CSKA Moskwa                    | Dinamo Moskwa                  |
| 1993/1994 | CSKA Moskwa                    | Iskra Odincowo                 | Samotłor Niżniewartowsk        |
| 1994/1995 | CSKA Moskwa                    | Lokomotiw Biełgorod            | Awtomobilist Petersburg        |
| 1995/1996 | CSKA Moskwa                    | Biełogorje Biełgorod           | Samotłor Niżniewartowsk        |
| 1996/1997 | Biełogorje-Dinamo Biełgorod    | UEM-Izumrud Jekaterynburg      | CSKA Moskwa                    |
| 1997/1998 | Biełogorje-Dinamo Biełgorod    | UEM-Izumrud Jekaterynburg      | CSKA Moskwa                    |
| 1998/1999 | UEM-Izumrud Jekaterynburg      | Biełogorje-Dinamo Biełgorod    | Iskra-RWSN Odincowo            |
| 1999/2000 | Biełogorje-Dinamo Biełgorod    | UEM-Izumrud Jekaterynburg      | Iskra-RWSN Odincowo            |
| 2000/2001 | MGTU-Łużniki Moskwa            | UEM-Izumrud Jekaterynburg      | Iskra-RWSN Odincowo            |
| 2001/2002 | Lokomotiw-Biełogorje Biełgorod | MGTU-Łużniki Moskwa            | Dinamo-MGFSO-Olimp Moskwa      |
| 2002/2003 | Lokomotiw-Biełogorje Biełgorod | Iskra Odincowo                 | UEM-Izumrud Jekaterynburg      |
| 2003/2004 | Lokomotiw-Biełogorje Biełgorod | Dinamo Moskwa                  | Dinamo Kazań                   |
| 2004/2005 | Lokomotiw-Biełogorje Biełgorod | Dinamo Moskwa                  | Dinamo-Tattransgaz Kazań       |
| 2005/2006 | Dinamo Moskwa                  | Lokomotiw-Biełogorje Biełgorod | Iskra Odincowo                 |
| 2006/2007 | Dinamo-Tattransgaz Kazań       | Dinamo Moskwa                  | Iskra Odincowo                 |
| 2007/2008 | Dinamo Moskwa                  | Iskra Odincowo                 | Dinamo-Tattransgaz Kazań       |
| 2008/2009 | Zenit Kazań                    | Iskra Odincowo                 | Fakieł Nowy Urengoj            |
| 2009/2010 | Zenit Kazań                    | Lokomotiw-Biełogorje Biełgorod | Dinamo Moskwa                  |
| 2010/2011 | Zenit Kazań                    | Dinamo Moskwa                  | Lokomotiw-Biełogorje Biełgorod |
| 2011/2012 | Zenit Kazań                    | Dinamo Moskwa                  | Iskra Odincowo                 |
| 2012/2013 | Biełogorje Biełgorod           | Ural Ufa                       | Zenit Kazań                    |
| 2013/2014 | Zenit Kazań                    | Lokomotiw Nowosybirsk          | Biełogorje Biełgorod           |
| 2014/2015 | Zenit Kazań                    | Biełogorje Biełgorod           | Dinamo Moskwa                  |
| 2015/2016 | Zenit Kazań                    | Dinamo Moskwa                  | Biełogorje Biełgorod           |
| 2016/2017 | Zenit Kazań                    | Dinamo Moskwa                  | Lokomotiw Nowosybirsk          |
| 2017/2018 | Zenit Kazań                    | Zenit Petersburg               | Dinamo Moskwa                  |
| 2018/2019 | Kuzbass Kemerowo               | Zenit Kazań                    | Fakieł Nowy Urengoj            |
| 2019/2020 | Lokomotiw Nowosybirsk          | Zenit Kazań                    | Kuzbass Kemerowo               |
| 2020/2021 | Dinamo Moskwa                  | Zenit Petersburg               | Lokomotiw Nowosybirsk          |
| 2021/2022 | Dinamo Moskwa                  | Lokomotiw Nowosybirsk          | Zenit Kazań                    |
| 2022/2023 | Zenit Kazań                    | Dinamo Moskwa                  | Lokomotiw Nowosybirsk          |
| 2023/2024 | Zenit Kazań                    | Dinamo Moskwa                  | Biełogorje Biełgorod           |
| 2024/2025 | Zenit Kazań                    | Zenit Petersburg               | Biełogorje Biełgorod           |

## Nagroda im. A.Kuzniecowa
| Sezon     | Zawodnik            | Drużyna                        |
| --------- | ------------------- | ------------------------------ |
| 2006/2007 | Matej Kazijski      | Dinamo Moskwa                  |
| 2007/2008 | Siergiej Tietiuchin | Dynamo Kazań                   |
| 2008/2009 | Lloy Ball           | Zenit Kazań                    |
| 2009/2010 | Taras Chtiej        | Lokomotiw Biełogorje-Biełgorod |
| 2010/2011 | Siemion Połtawski   | Jarosławicz                    |
| 2011/2012 | Maksim Michajłow    | Zenit Kazań                    |
| 2012/2013 | Dmitrij Muserski    | Biełogorje Biełgorod           |
| 2013/2014 | Nikołaj Pawłow      | Gubiernija Niżny Nowogród      |